# Bonaventure (ville)
Pour les articles homonymes, voir Bonaventure.
Bonaventure est une ville située dans la municipalité régionale de comté de Bonaventure, dans la région administrative de la Gaspésie–Îles-de-la-Madeleine, au Québec, au Canada.  
La majorité des habitants sont d'ascendance acadienne, qui y ont trouvé refuge après la déportation des Acadiens en 1755. Ils y sont arrivés en 1760. Bonaventure a fêté ses 250 ans en 2010.

## Toponymie
D'après certains[Qui ?], le nom de la ville fait référence à Bonaventure de Bagnoregio, célèbre théologien médiéval, mais il existe de nombreuses théories sur le sujet, aucune n'est officielle. Les habitants se nomment les Cayens, déformation du mot « Acadiens ».

## Histoire

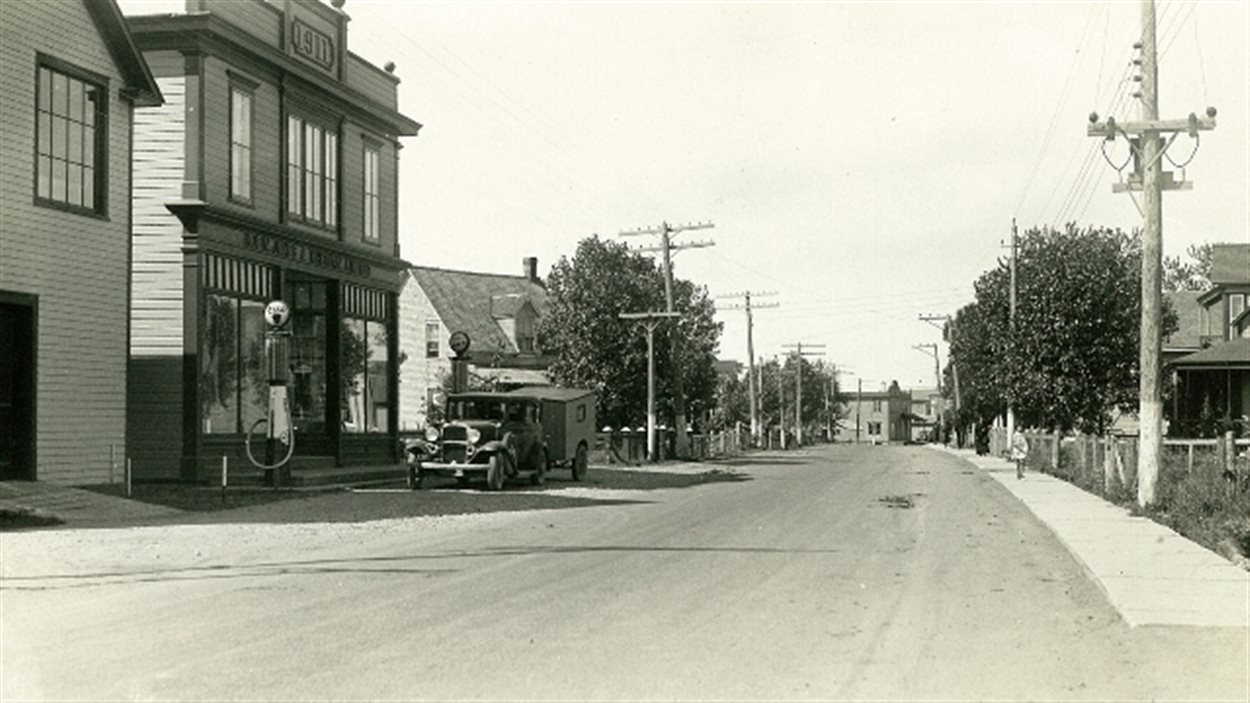
Avenue de Grand-Pré à Bonaventure au début du XXe siècle

### Chronologie
- 1697 : Concession à Charles-Henry de La Croix, capitaine de compagnie, du fief de la Rivière Bonaventure[2].
- 1760: Fondation de Bonaventure par des réfugiés acadiens.  Voir Déportation des Acadiens.
- 1776 : Des corsaires américains incendient les magasins du marchand Raymond Bourdages.
- 1777 : Nicholas Cox, lieutenant-gouverneur de la Gaspésie, recense 104 habitants à Bonaventure[3].
- 1789 : Les habitants de Bonaventure font parvenir une lettre au gouverneur Dorchester lui demandant que leur soient accordés des titres de propriété.
- 1860 : Érection canonique de la paroisse de Saint-Bonaventure.
- 1861 : Érection civile de la municipalité de Bonaventure.
- 1883 : Formation du Bonaventure Salmon Club.
- 1912 : Construction du pont Kelly.
- 1913 : Fondation de la Caisse populaire de Bonaventure.
- 1915 : Division d'une partie du territoire pour créer la municipalité de Saint-Siméon
- 1945 : Création de la Coopérative d’électricité de Bonaventure.
- 1980 : Création de la Zec de la Rivière-Bonaventure.

## Géographie
Bonaventure est situé en Gaspésie, sur la rive nord de la baie des Chaleurs. La ville a une superficie de 109,20 km2. Elle est accessible par la route 132.
La Rivière Hall conflue, au nord de la municipalité, avec la rivière Bonaventure qui en délimite le nord-ouest.

### Protection du territoire
Le 29 mars 2009, le gouvernement du Québec annonça la création de la réserve aquatique de l’Estuaire-de-la-Rivière-Bonaventure, la première réserve aquatique permanente du Québec.

## Démographie

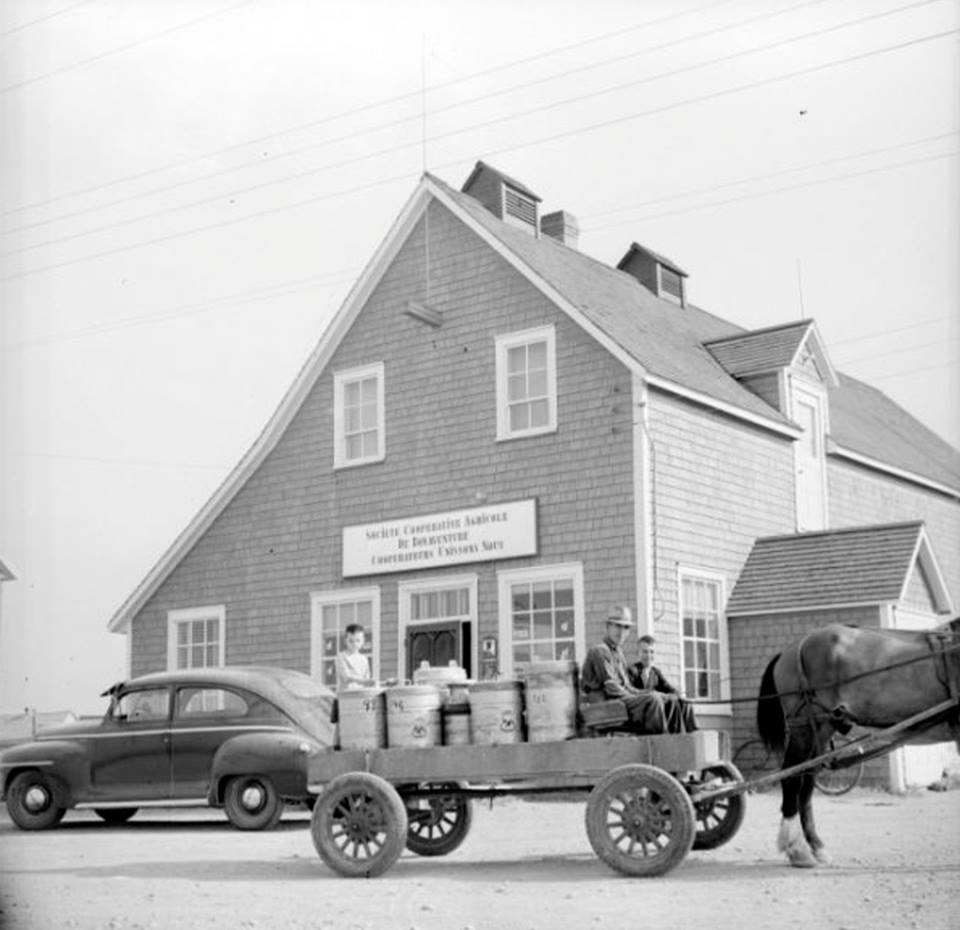
Société coopérative agricole de Bonaventure en 1948

| 1996  | 2001  | 2006  | 2011  | 2016  | 2021  |
| ----- | ----- | ----- | ----- | ----- | ----- |
| 2 884 | 2 756 | 2 673 | 2 775 | 2 706 | 2 733 |

## Administration
Les élections municipales se font en bloc pour le maire et les six conseillers.
| Bonaventure Maires depuis 2001                                                                                       |                 |         |          |
| Élection | Maire           | Qualité | Résultat |
| 2001 | Serge Arsenault |         | Voir     |
| 2005 | Serge Arsenault | Voir    |          |
| 2009 | Serge Arsenault | Voir    |          |
| 2013 | Roch Audet      |         | Voir     |
| 2017 | Roch Audet      | Voir    |          |
| 2021 | Roch Audet      | Voir    |          |
| 2024 | Pierre Gagnon   |         |          |
| Élection partielle en italique Depuis 2005, les élections sont simultanées dans toutes les municipalités québécoises |                 |         |          |

## Économie

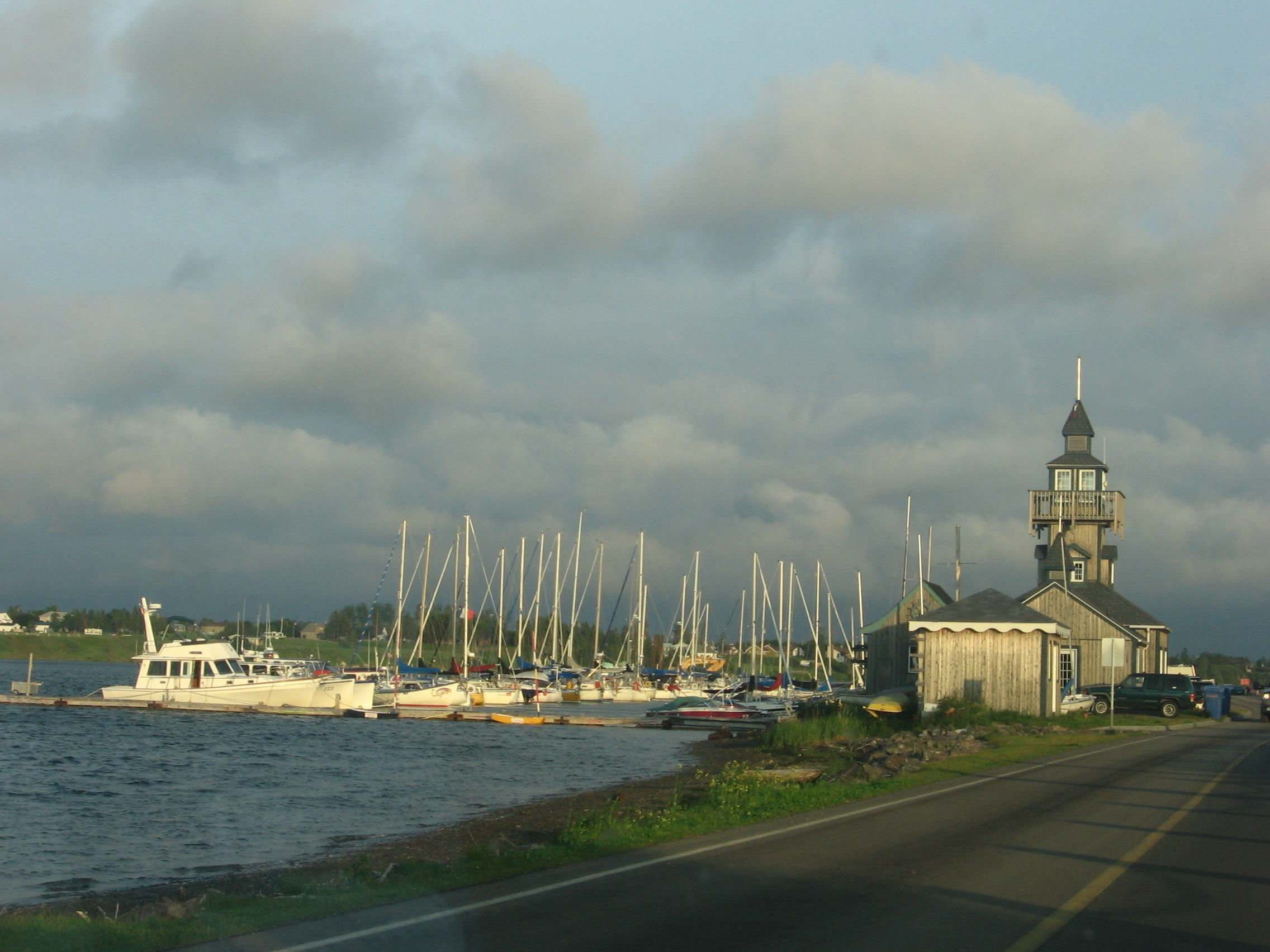
Marina de Bonaventure

L'agriculture, le tourisme et la forêt constituent les secteurs majeurs d'activité économique de Bonaventure et de la Baie-des-Chaleurs. La MRC de Bonaventure génère 41,04 % des revenus totaux de la région Gaspésie-les Îles, malgré la perte de 63 % de sa superficie agricole pendant les cinquante dernières années.

## Transport
L'aéroport de Bonaventure dessert le tiers de la population gaspésienne. Il sert de base satellite aux avions-citernes de la SOPFEU et est desservi par des vols réguliers de Pascan Aviation.

## Vivre à Bonaventure

### Éducation
Bonaventure dispose d'une école élémentaire, l'école François-Thibault, ainsi que d'une école secondaire, l'école aux Quatre-Vents.
La bibliothèque Françoise-Bujold compte 5 000 livres, du matériel audio-visuel et offre des programmes d’animation sur la lecture ainsi qu'un centre d’accès Internet. La bibliothèque possède aussi une collection de tableau et l'exposition « Françoise Bujold, fille de mer ».

## Culture

### Personnalités liées à Bonaventure

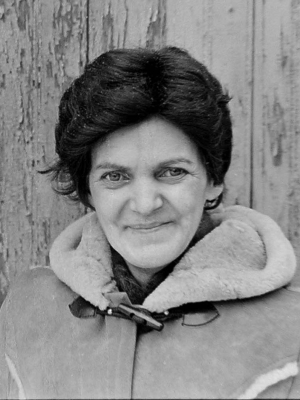
Françoise Bujold

- Bona Arsenault (Bonaventure, 1903 - Sainte-Foy, 1993), homme d'affaires, journaliste, homme politique et historien, il est le grand-père de l'ancien gardien de but Patrick Roy;
- Raymond Bourdages (France, 1730 ou 1731 - Bonaventure, 1787), chirurgien et marchand;
- Françoise Bujold (Bonaventure, 1933 - 1981), écrivaine.
- Éric Forest (Bonaventure 1952), Sénateur. Maire de Rimouski de 2005 à 2016 et président de l'Union des municipalités du Québec de 2010 à 2014, il est sénateur du Golfe depuis le 2 novembre 2016.

### Architecture et monuments
- Phare de la Pointe Bonaventure

### Événements
- La Fête nationale du Québec est célébrée le 24 juin et la Fête du Canada le 1er juillet
- La Fête nationale de l'Acadie est célébrée le 15 août.

### Tourisme

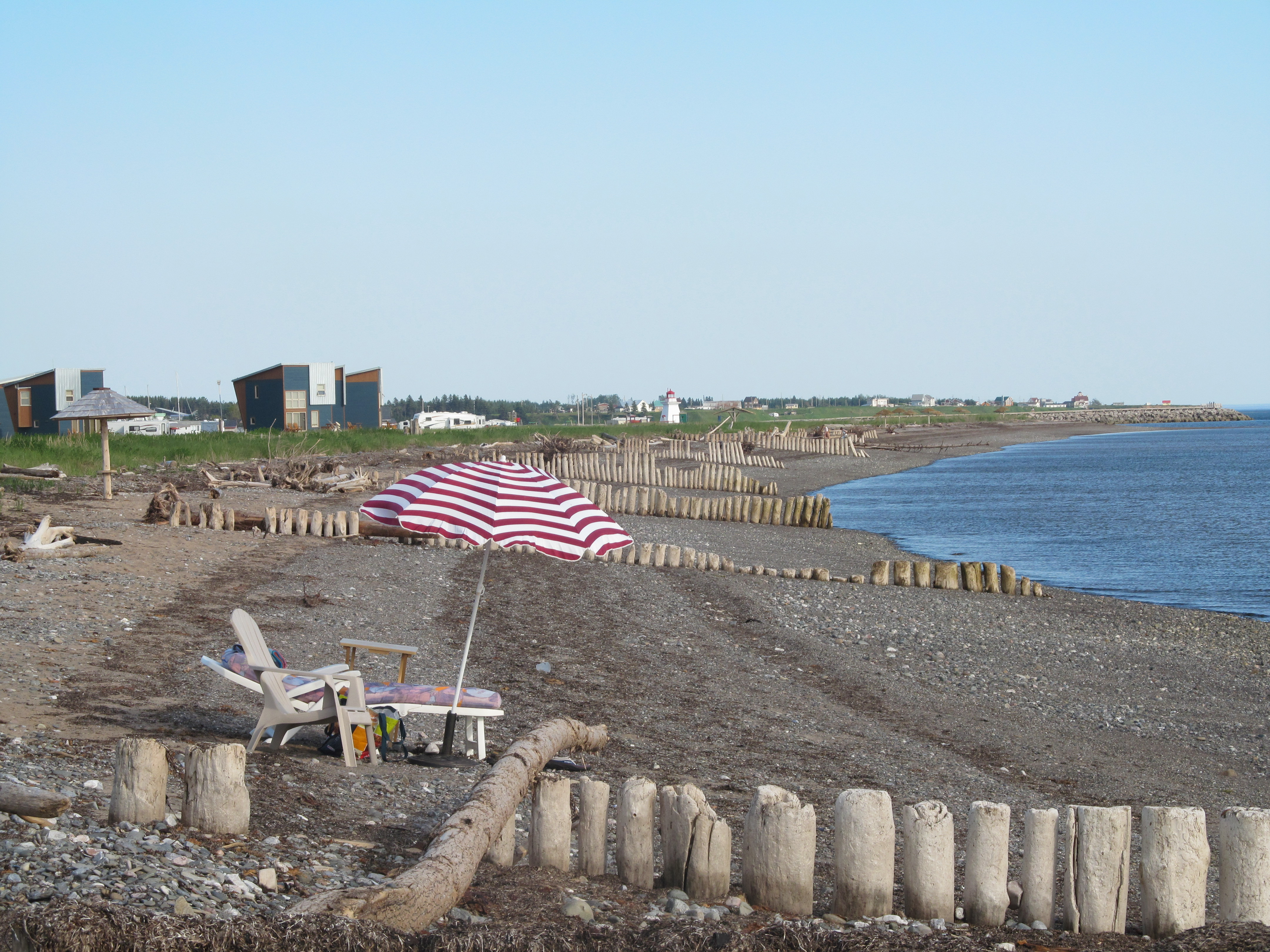
Plage Beaubassin

La ville de Bonaventure accueille de nombreux touristes, surtout durant la saison estivale. Plusieurs activités et services s'offrent à eux. Musée, boutiques du terroir, le parc animalier du Bioparc de la Gaspésie, descente de rivière en canot ou kayak, plage, excursions en mer, pêche, golf, vélo, etc., sont autant d'activités disponibles à Bonaventure. Du côté de l'hébergement, les touristes ont également plusieurs choix : hôtels, camping, chalets, tipis, éco-logis, etc. Le bureau d'accueil touristique, situé tout près du Musée acadien sur la route 132, accueille et informe les visiteurs entre juin et octobre.

## Galerie

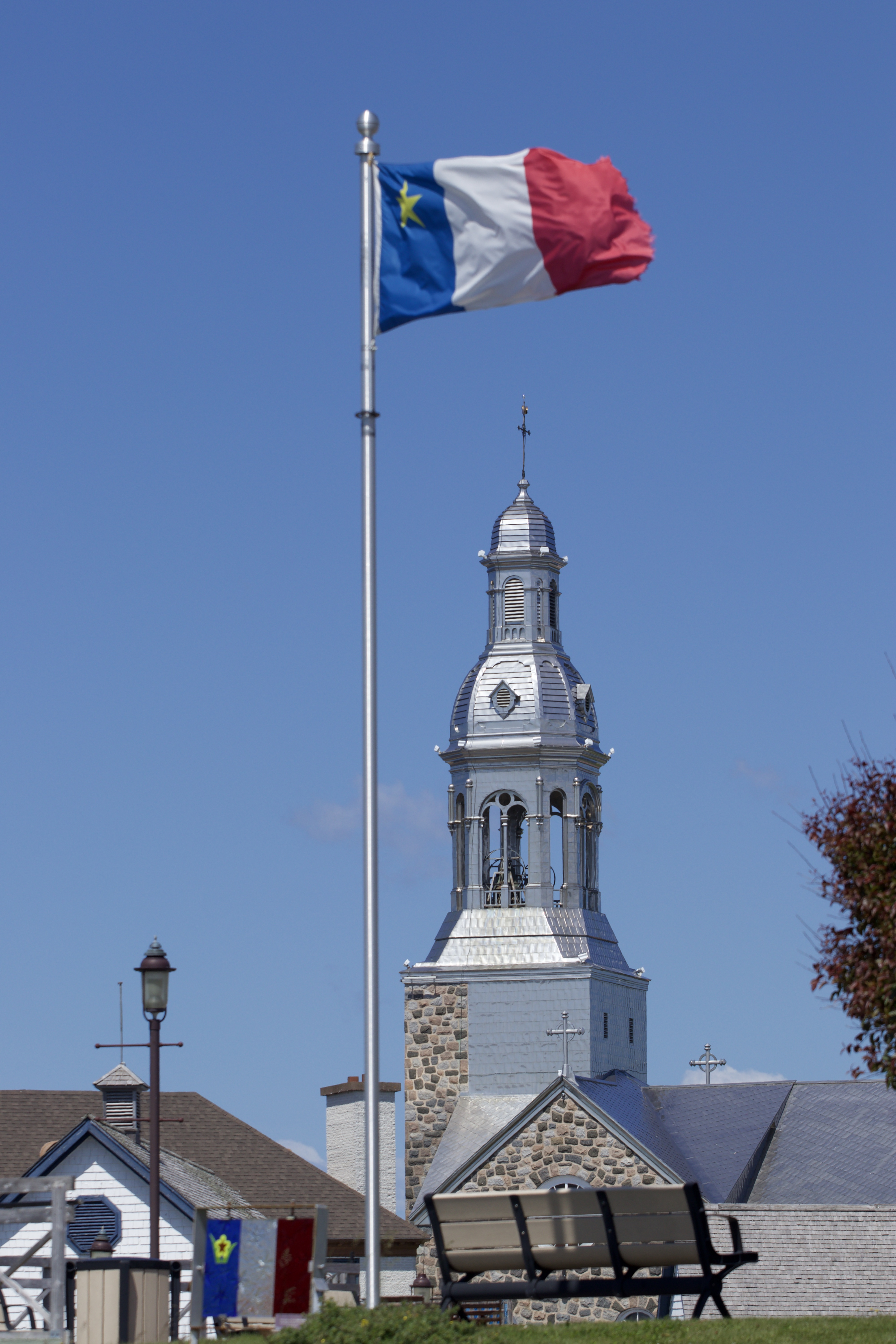
Église de Bonaventure et Drapeau acadien
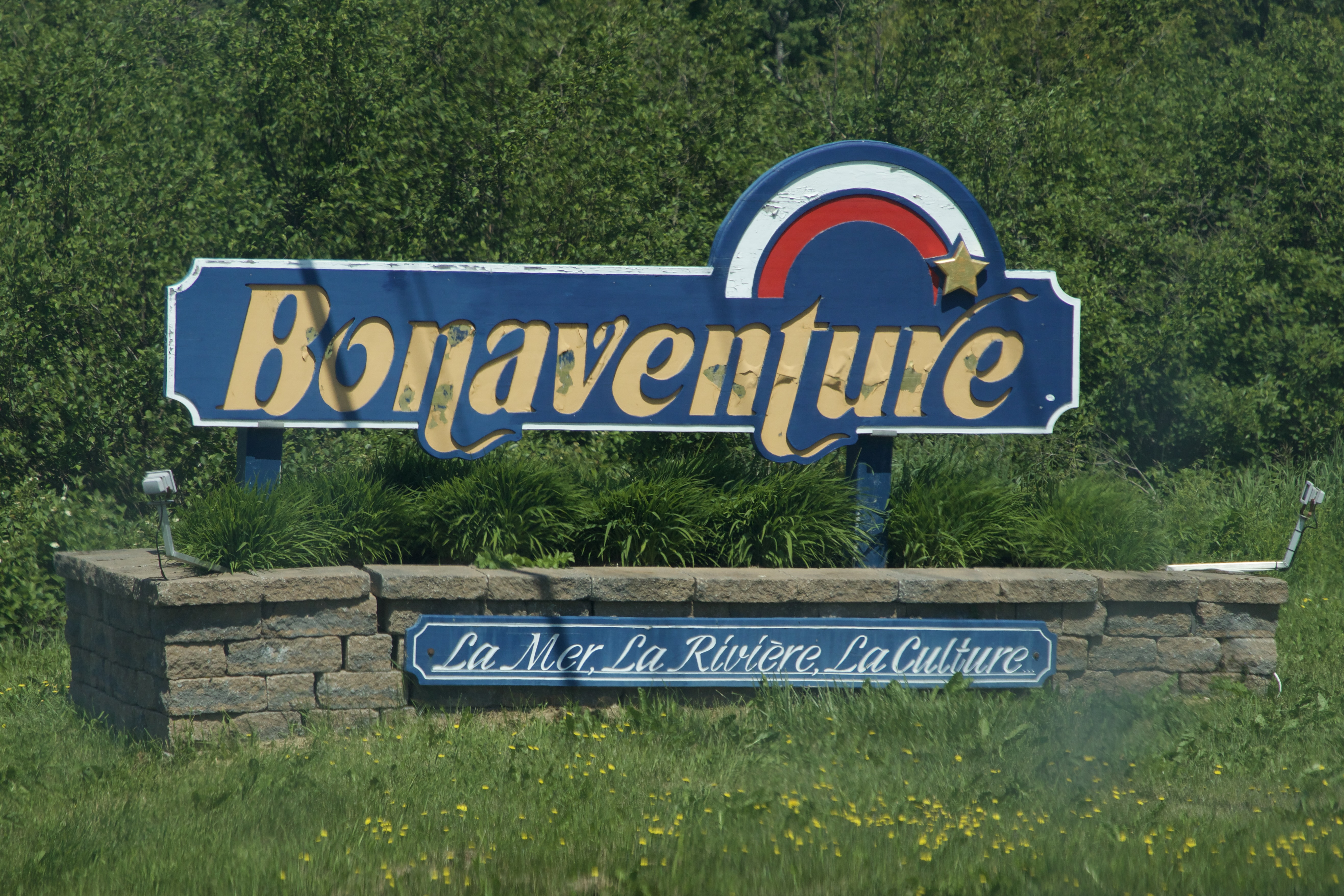
Panneau d’accueil de Bonaventure
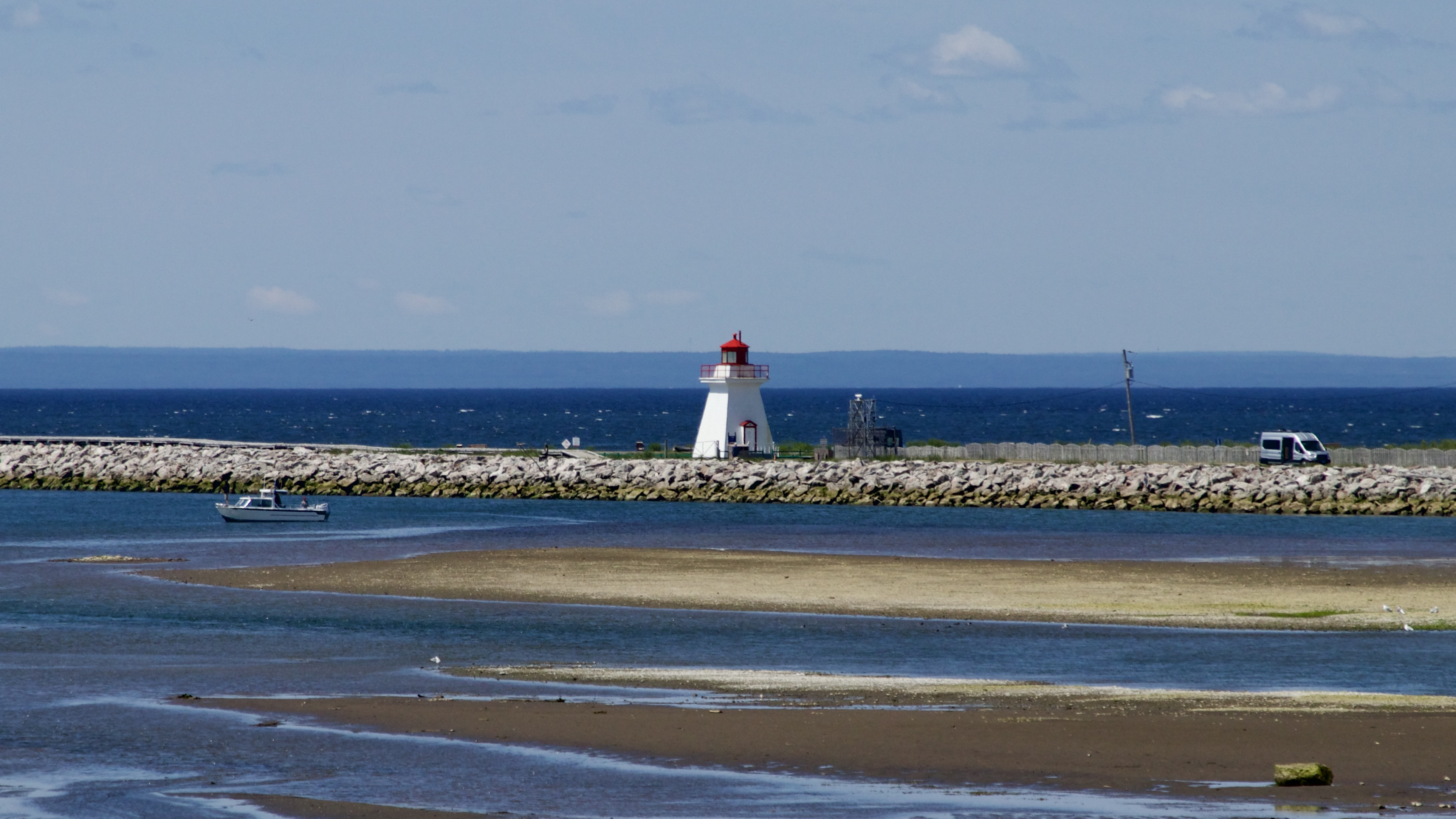
Phare de Bonaventure